# FC Budăi
FC Budăi este un club de fotbal din Budăi, Telenești, Republica Moldova. În prezent echipa evoluează în Divizia "A", eșalonul secund al fotbalului moldovenesc, după ce în sezonul 2013-2014 a câștigat Divizia "B" Centru și a promovat.

## Palmares
- Divizia "B" Centru (1): 2013-14